# GNOME Shell
GNOME Shell（グノーム シェル）はGNOME3.0の新しいグラフィカルシェルで、2011年4月6日にリリースされ、それまで使われていたGNOME パネルを代替した。
GNOME Shellでは、デスクトップの上側にタスクバーがあり、左端にアクティビティ、中央に時計とカレンダー、右端に通知メニューとチャットメニューが表示される。「アクティビティ」をクリックするとアクティビティ・オーバービューが起動される。ポインターを画面の左上の端に動かすだけでも起動されるようになっている。アクティビティ・オーバービューでは、開かれているすべてのウィンドウが表示され、画面の左側にお気に入りのアプリケーション、そして上側には検索バーがあり、インストールされたアプリケーションを検索したり、ファイルやドキュメントを検索できる。バージョン3.4まではGoogleやWikipediaでのウェブ検索もできるようになっていた。